# Dorcadion rosti
Dorcadion rosti là một loài bọ cánh cứng trong họ Cerambycidae.